# Brian Canty
Brian George John Canty, CBE (* 23. Oktober 1931; † 3. März 2024 in Cardross, Schottland) war ein britischer Diplomat und Kolonialbeamter, der unter anderem zwischen 1987 und 1989 Gouverneur von Anguilla war.

## Leben
Brian George John Canty trat in den diplomatischen Dienst (HM Foreign Service) ein und fand verschiedene Verwendungen an Auslandsverwendungen. Er war zwischen 1986 und 1989 als Deputy Governor stellvertretender Gouverneur des Überseegebietes Bermuda und wurde für seine dortigen Verdienste 1988 zum Officer des Order of the British Empire (OBE) ernannt.
Zuletzt wurde er am 24. November 1989 Nachfolger von Geoffrey Owen Whittaker als Gouverneur von Anguilla und bekleidete dieses Amt bis zu seiner Ablösung durch Alan Shave am 14. August 1992. Er hatte die Flagge Anguillas entworfen, die am 30. Mai 1990 gehisst wurde. 1993 wurde er zudem zum Commander des Order of the British Empire (CBE) ernannt.